# سیارک ۷۷۶۳
سیارک ۷۷۶۳ (به انگلیسی: 7763 Crabeels، نامگذاری:1990UT5) هفت هزار و هفتصد و شصت و سومین سیارک کشف شده‌است که در ۱۶ اکتبر ۱۹۹۰ کشف شد.
قدر مطلق سیارک برابر ۴۶.۷ است.